# Kreuzwertheim
Kreuzwertheim – gmina targowa w Niemczech, w kraju związkowym Bawaria, w rejencji Dolna Frankonia, w regionie Würzburg, w powiecie Main-Spessart, siedziba wspólnoty administracyjnej Kreuzwertheim. Leży w Spessart, około 28 km na południowy zachód od Karlstadt, nad Menem, na przeciwległym brzegu do Wertheim.

## Dzielnice
W skład gminy wchodzą następujące dzielnice: 
- Kreuzwertheim
- Unterwittbach
- Wiebelbach
- Röttbach

## Demografia
| Rok  | Liczba mieszkańców |
| ---- | ------------------ |
| 1970 | 3 186              |
| 1987 | 3 562              |
| 2000 | 3 850              |
| 2005 | 3 883              |

## Oświata
(na 1999)

W gminie znajduje się 150 miejsc przedszkolnych (ze 133 dziećmi) oraz szkoła podstawowa (25 nauczycieli, 441 uczniów).